# Corvus albicollis
Il corvo collobianco africano o corvo imperiale collobianco (Corvus albicollis Latham, 1790) è un uccello passeriforme appartenente alla famiglia Corvidae.

## Etimologia
Il nome scientifico della specie, albicollis, deriva dal latino e significa "dal collo bianco", in riferimento alla colorazione di questi uccelli.

## Descrizione

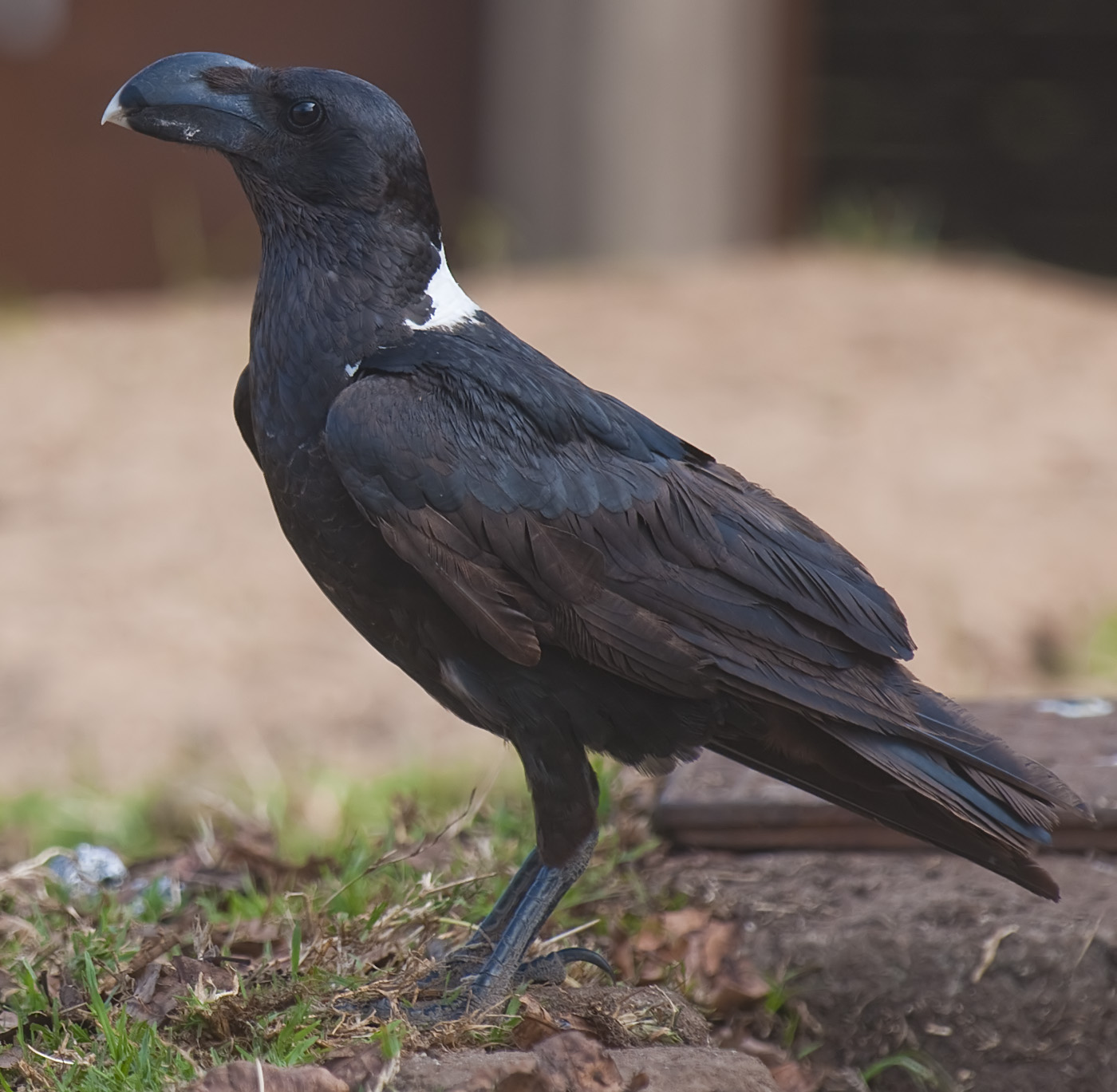
Esemplare nello Ngorongoro.

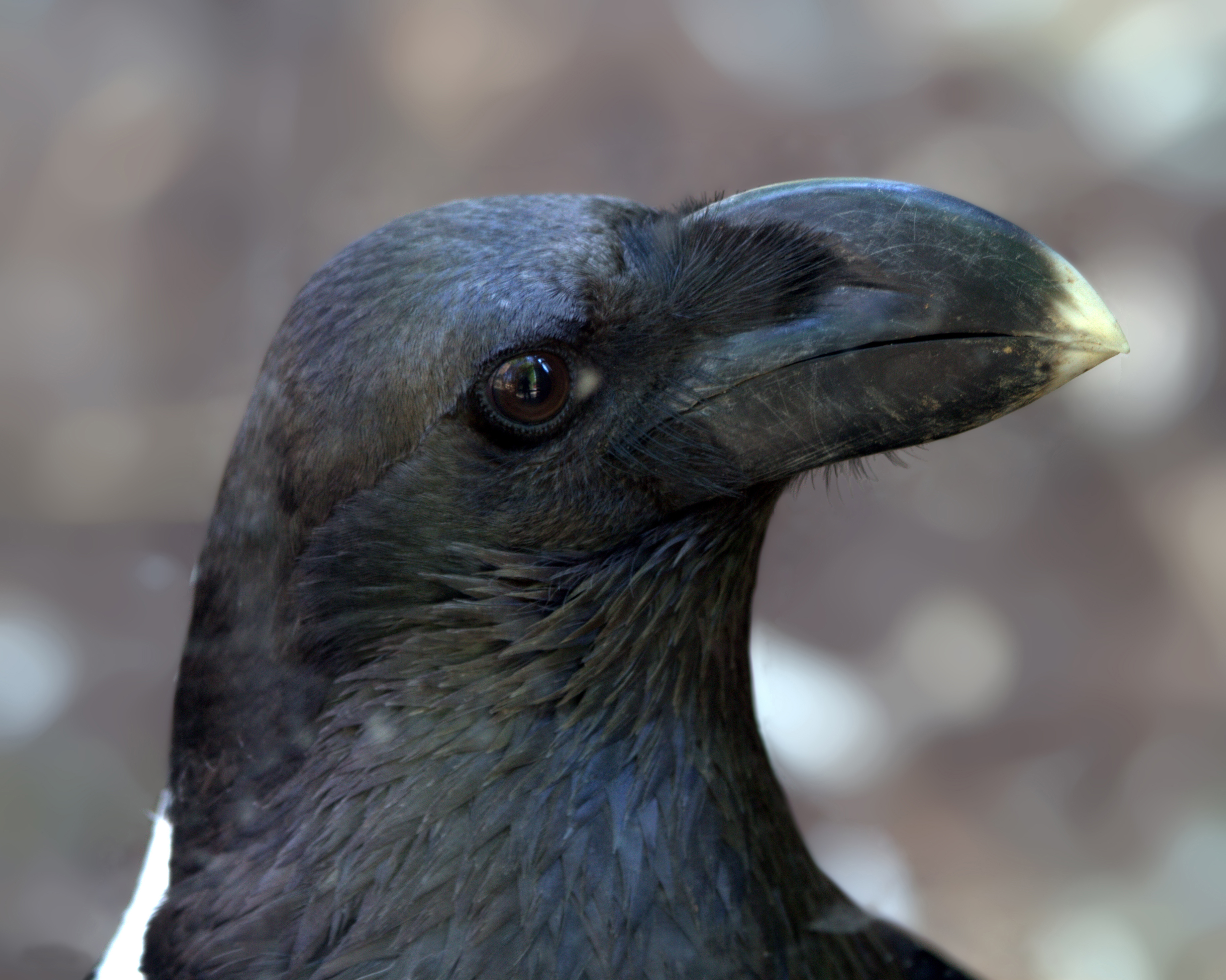
Primo piano di esemplare in cattività.

### Dimensioni
Misura 50-56 cm di lunghezza, per un peso di 762–1157 g.

### Aspetto
Si tratta di uccelli dall'aspetto robusto e slanciato, muniti di piccola testa arrotondata con un caratteristico becco dall'aspetto "rigonfio", massiccio, forte e ricurvo verso il basso: il collo è robusto, le ali lunghe e digitate, le zampe lunghe e forti e la coda piuttosto corta e dall'estremità arrotondata.

Nel complesso, il corvo collobianco africano ricorda l'affine corvo abissino, rispetto al quale è riconoscibile per le minori dimensioni (caratteristica questa apprezzabile però solo osservando le due specie insieme), l'aspetto più slanciato, il becco meno rigonfio e la differente estensione del bianco dorsale.
Il piumaggio si presenta interamente di colore nero lucido, con presenza su gola, petto, dorso, ali e coda di riflessi metallici purpurei o bluastri, ben evidenti quando l'animale è nella luce diretta. Le spalle, come intuibile sia dal nome comune che dal nome scientifico, presentano una macchia triangolare di colore bianco, con vertice nella porzione inferiore della nuca.

I due sessi presentano colorazione del tutto simile, mentre può essere presente una certa variabilità individuale dell'estensione della macchia bianca dorsale, che in alcuni esemplari può estendersi fino alle scapole. Specialmente in prossimità del periodo della muta, inoltre, sulla testa possono comparire riflessi bruno-bronzei.
Il becco è di colore nerastro, con punta che tende a sfumare nel bianco sporco: anche questa caratteristica varia su base individuale, con esemplari dal becco completamente nero. Le zampe sono invece di colore grigio-nerastro, mentre gli occhi sono di colore bruno scuro.

## Biologia

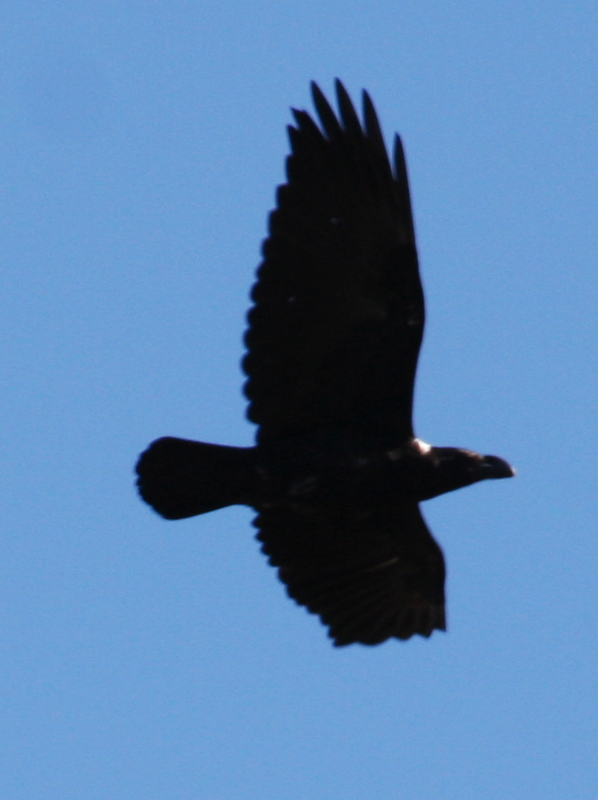
Esemplare in volo sulla Table Mountain.

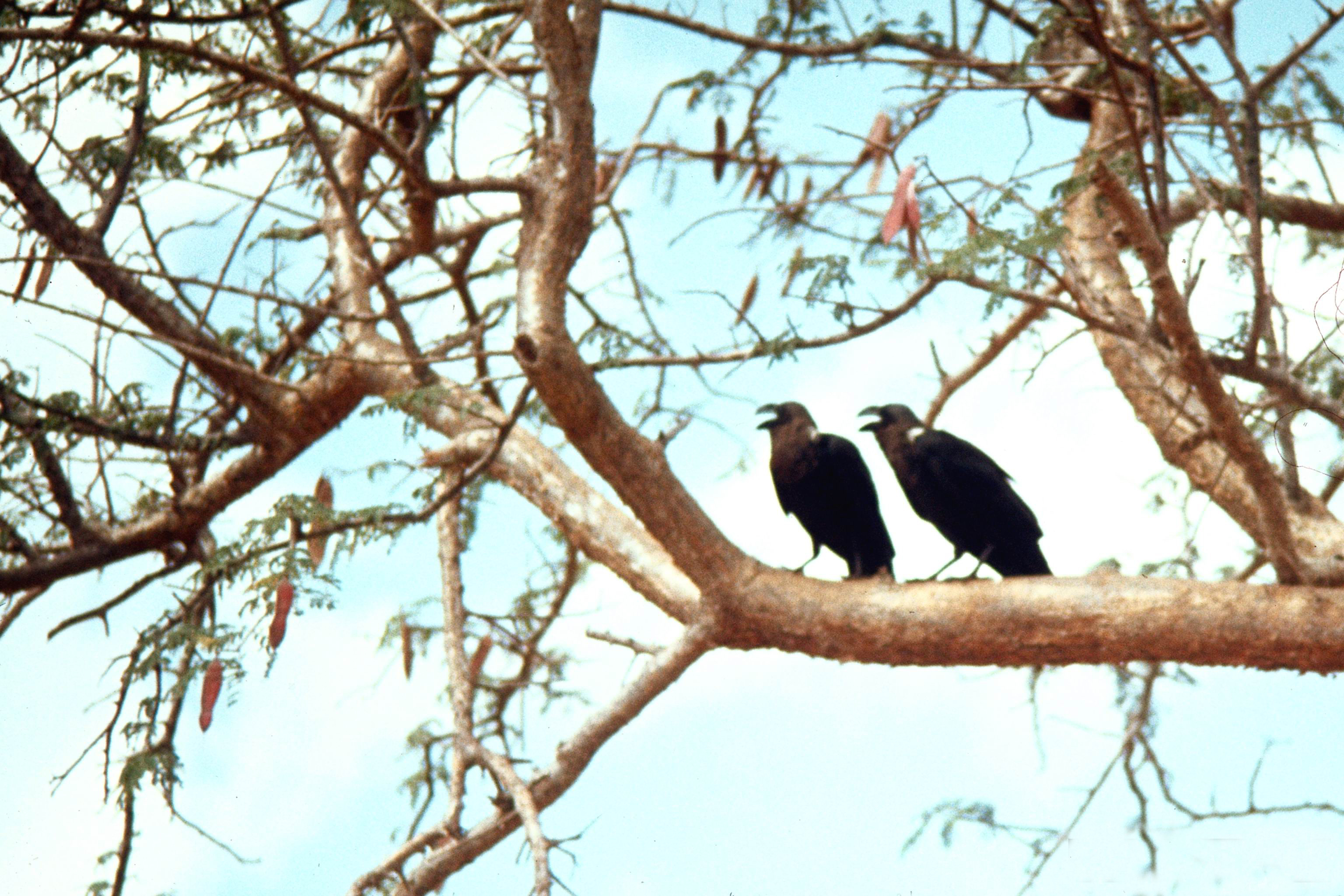
Coppia vocalizza in natura.

Si tratta di uccelli dale abitudini di vita essenzialmente diurne, che vivono principalmente in coppie durante l'età adulta, mentre gli esemplari giovani o quelli non appaiati sono soliti vivere in piccoli stormi. Mentre le coppie tendono ad essere serentarie nell'ambito di un territorio che viene difeso da eventuali intrusi (in particolar modo durante il periodo riproduttivo), gli stormi di giovani mostrano abitudini semi-nomadi, muovendosi su lunghe distanze e fermandosi in corrispondenza di fonti di cibo sufficienti.

I corvi collobianco africani passano la maggior parte della giornata alla ricerca di cibo al suolo, ritirandosi a riposare fra i rami degli alberi o in luoghi sopraelevati durante le ore più calde della giornata e sul far della sera, per passare la notte al riparo dalle intemperie e da eventuali predatori.
Il richiamo di questi uccelli consiste in un gracchio corto e secco, inaspettatamente acuto, che ricorda quello del corvo imperiale e viene generalmente ripetuto tre volte con una breve pausa di un paio di secondi fra un'emissione e l'altra: questi uccelli, inoltre, sono in grado di imitare i suoni dell'ambiente circostante, in maniera analoga a molti altri corvidi.

### Alimentazione

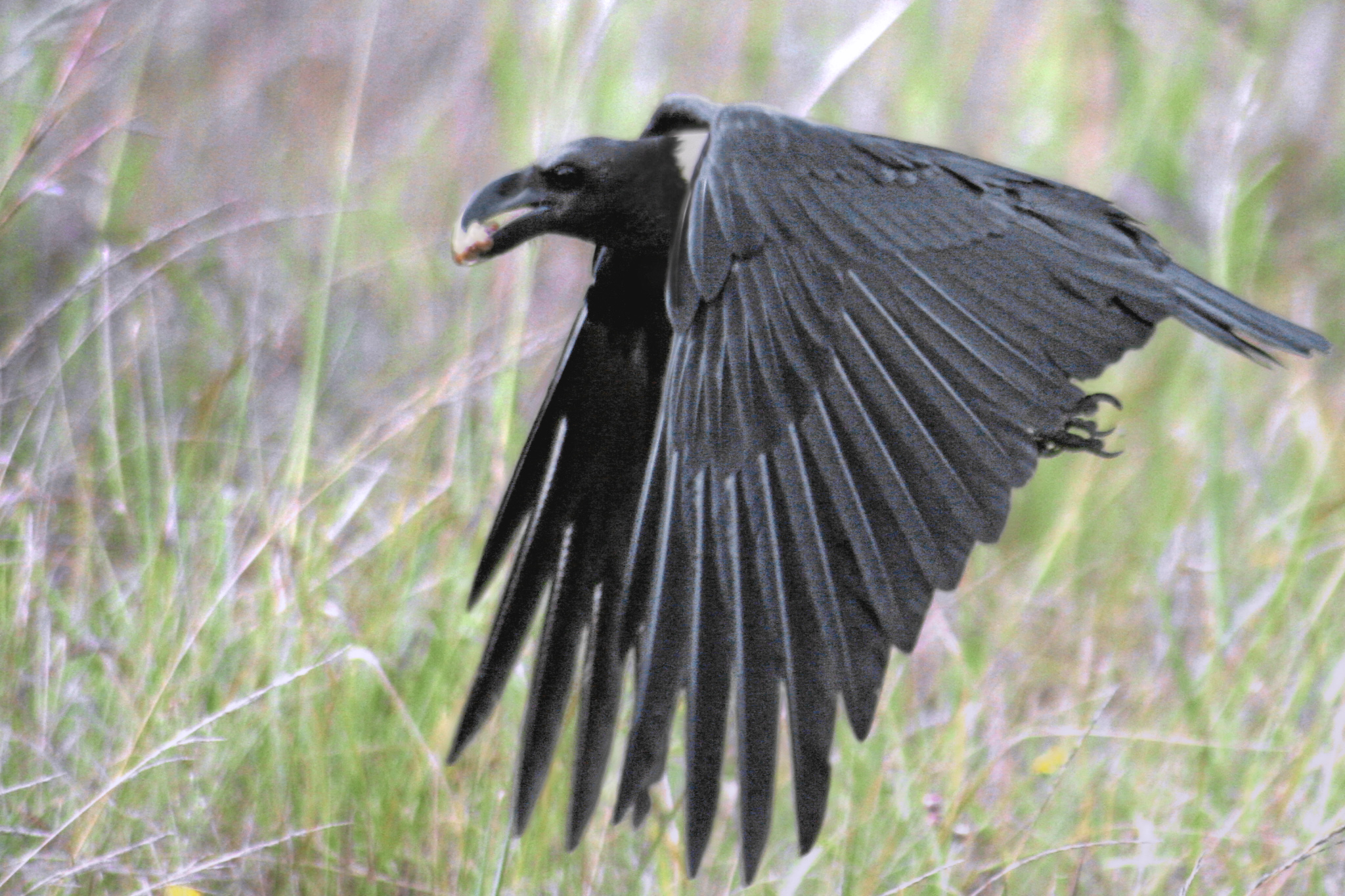
Esemplare in volo con del cibo a Durban.

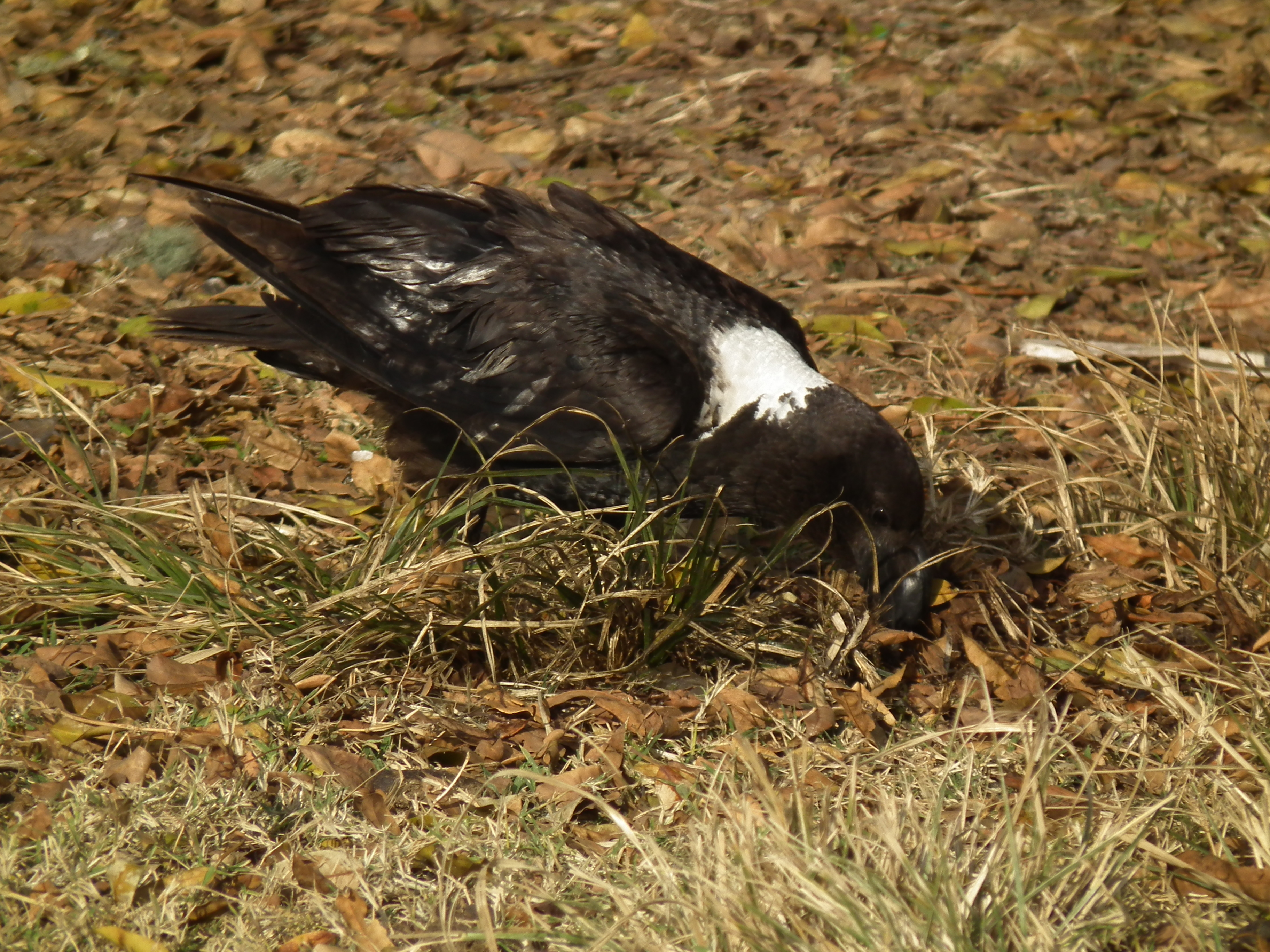
Esemplare si alimenta al suolo in Tanzania.

Il corvo collobianco africano è un uccello onnivoro e molto opportunista, nella cui dieta la componente animale prevale su quella vegetale.
Gran parte della dieta di questi uccelli è costituita da piccoli vertebrati (topolini, rettili, uova e nidiacei reperiti razziando i nidi), insetti (soprattutto locuste e coleotteri) ed altri invertebrati: i corvi collobianco africani sono inoltre attivi saprofagi, seguendo gli avvoltoi per ricavare cibo dalle carcasse sotto forma di carne, insetti e larve. Essi si cibano inoltre senza problemi (sebbene in maniera sporadica) di frutta, bacche, granaglie ed altri cibi di origine vegetale: inoltre, questi corvi sono facili da avvistare nelle aree intorno ai villaggi, dove (oltre a potersi cibare dei vegetali coltivati) ricavano grandi quantità di cibo dagli scarti dell'uomo.
I corvi imperiali collobianco sono soliti portare in quota potenziali alimenti troppo coriacei (come ad esempio le tartarughe), lasciandoli cadere fra le rocce per romperli e scendendo in seguito a consumarli.

### Riproduzione

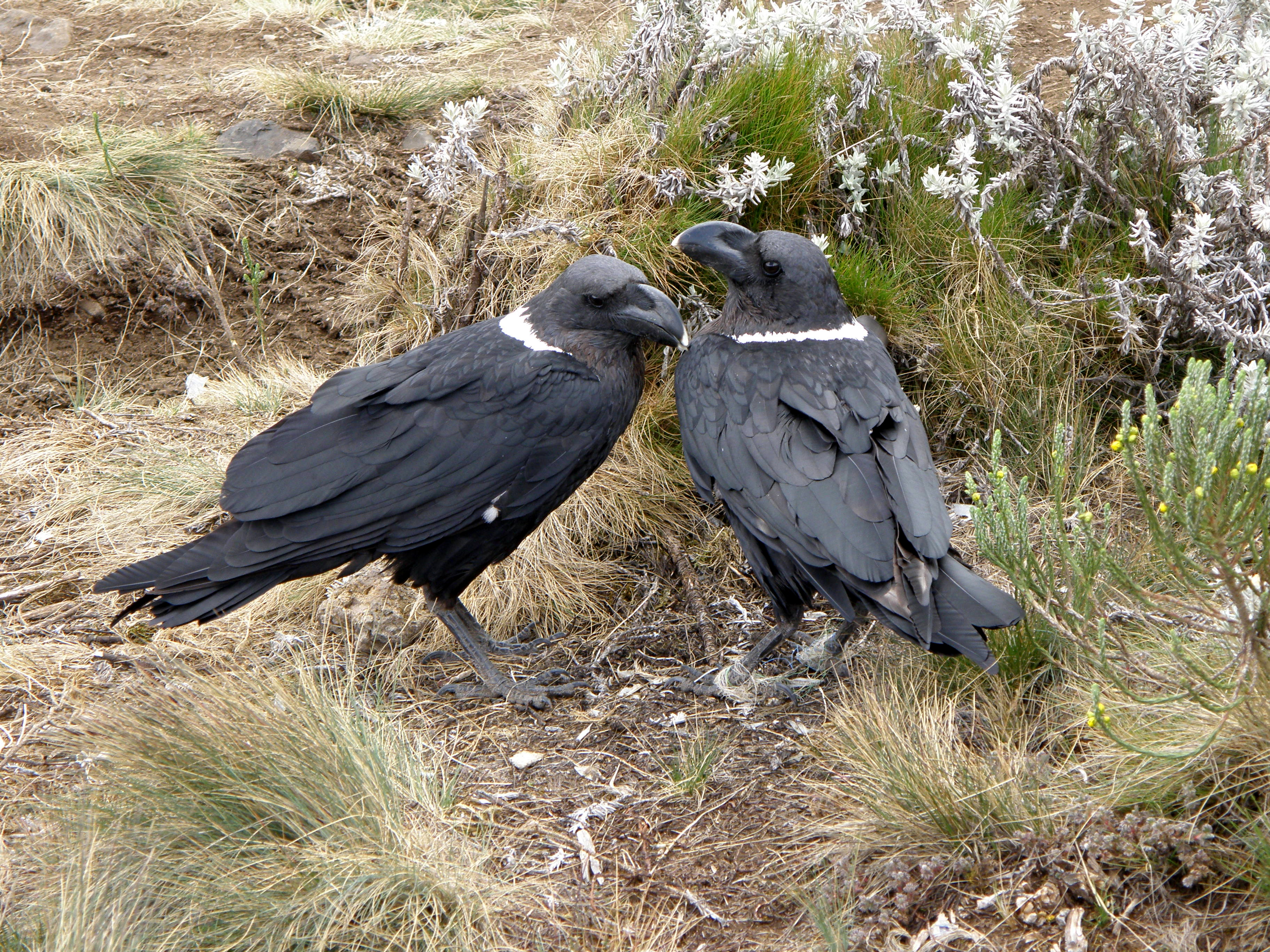
Coppia in natura.

Si tratta di uccelli monogami, la cui stagione riproduttiva si estende generalmente dalla fine di agosto a dicembre, presentando variazioni a seconda della zona dell'areale presa in considerazione: ad esempio, i corvi collobianco africani dell'Uganda si riproducono da agosto a ottobre, mentre quelli del Malawi lo fanno generalmente fra settembre e novembre.
Ambedue i sessi collaborano nella costruzione del nido: questo presenta una forma a coppa grossolana con ampia piattaforma circostante e viene edificato generalmente su una parete rocciosa (sebbene non manchino testimonianze di nidi di questi uccelli costruiti in cima a un albero isolato) intrecciando stecchini e fibre vegetali, avendo cura di foderare l'interno con pelame, foglie e lanugine.

All'interno del nido la femmina depone 3-5 uova, che cova da sola (imbeccata e protetta dal maschio, che rimane sempre nei pressi del nido) per una ventina di giorni, al termine dei quali schiudono pulli ciechi e quasi completamente implumi. Essi vengono imbeccati e accuditi da entrambi i genitori: in tal modo, i piccoli divengono in grado d'involarsi a circa un mese dalla schiusa, pur rimanendo coi genitori ancora per alcuni mesi (non di rado allontanandosene in maniera definitiva solo alla vigilia della stagione riproduttiva successiva) prima di affrancarsene ed aggregarsi in stormi nomadi con altri giovani e con gli esemplari non accoppiati.

## Distribuzione e habitat

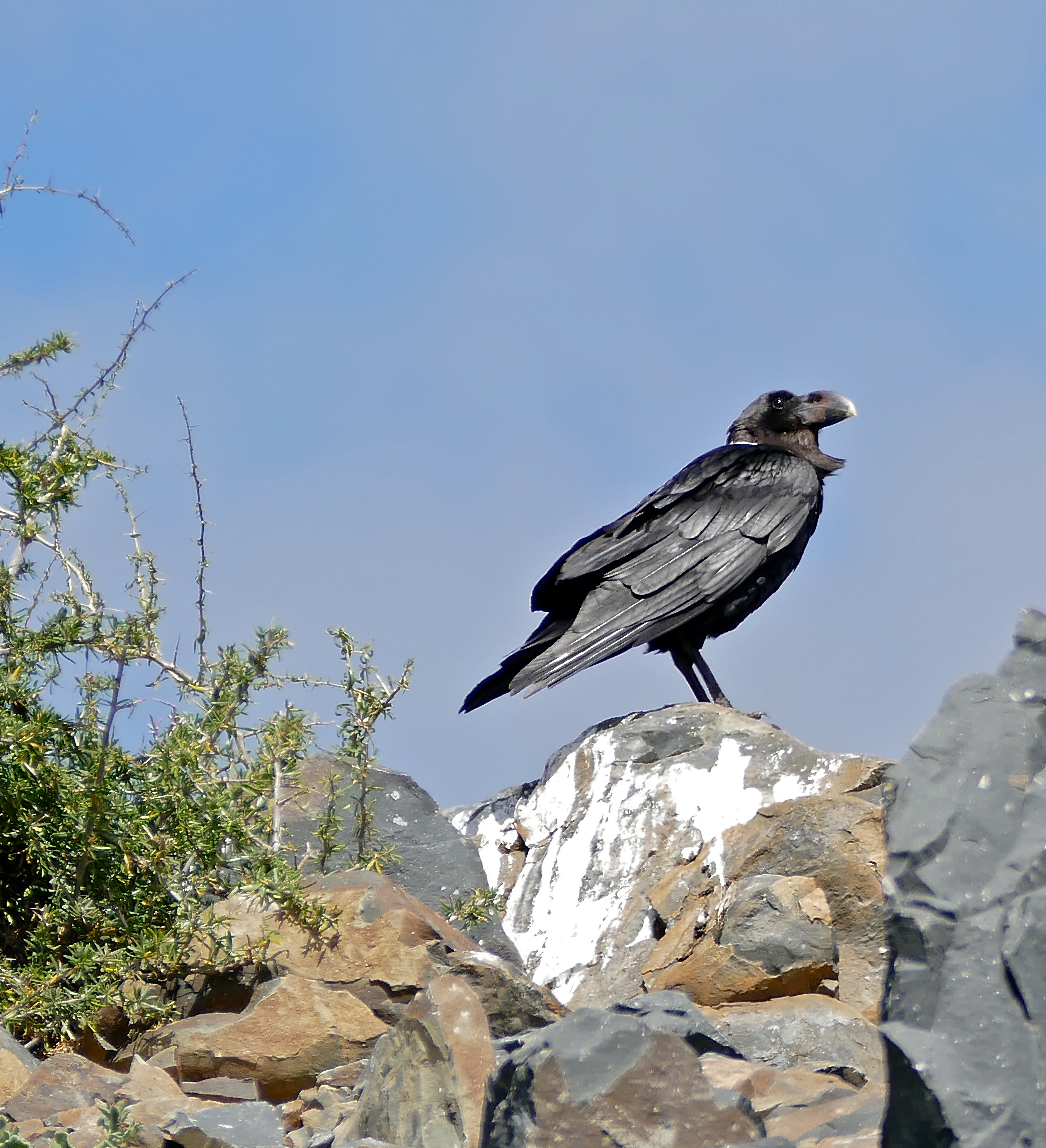
Esemplare a Beaufort West.

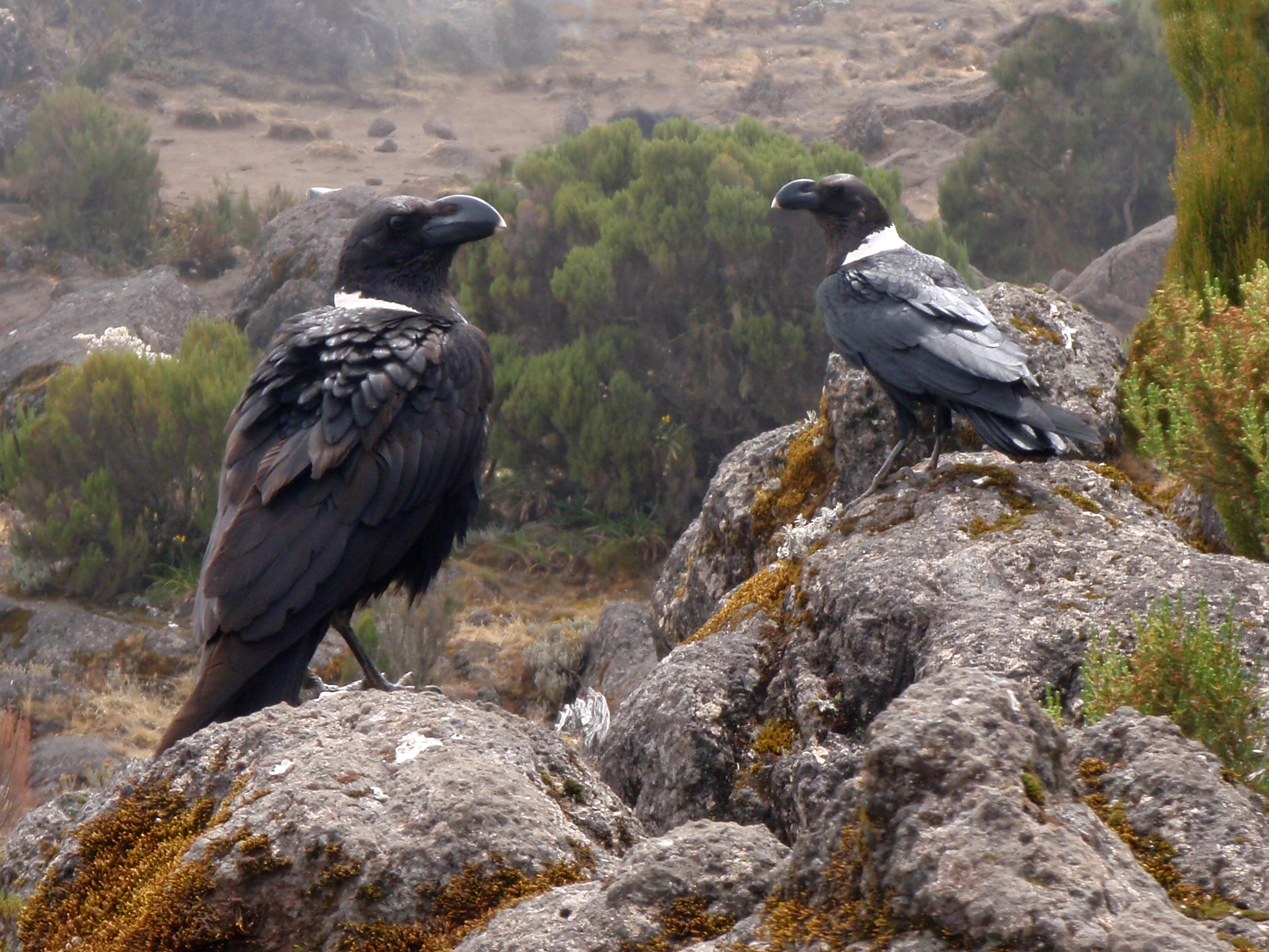
Due esemplari sul Kilimangiaro.

Il corvo imperiale collobianco occupa un areale piuttosto ampio, che abbraccia un'ampia fascia costiera del Sudafrica e dell'Africa Orientale, dal Capo di Buona Speranza alle aree aride del sud del Corno d'Africa: questi uccelli vivono infatti da Città del Capo al confine col Mozambico, attraverso la costa meridionale e orientale della Repubblica Sudafricana, e da qui (attraverso Swaziland e Lesotho) lo Zimbabwe centrale e orientale, il Mozambico occidentale e settentrionale, il malawi, lo Zambia centro-occidentale, l'area dei Grandi Laghi africani fra Congo-Kinshasa orientale, Ruanda, Burundi ed Uganda centro-meridionale, il Kenya meridionale e occidentale e la Tanzania (eccezion fatta per l'area centrale del Paese): la specie è stata inoltre recentemente avvistata anche in Botswana orientale.
L'habitat di questi uccelli è rappresentato dalle aree aperte collinari e montane, preferibilmente rocciose (sebbene la specie tenda a preferire le aree meno spoglie rispetto all'affine corvo coda a ventaglio) e con presenza di macchie alberate o arbustive isolate. Pur non mostrando la spiccata antropofilia di altre specie di corvo, anche il corvo collobianco africano è solito visitare le aree periferiche di villaggi ed insediamenti urbani alla ricerca di cibo.

## Tassonomia
La specie, monotipica, è sorella dell'affine corvo abissino, col quale forma un clade all'interno del genere Corvus che secondo alcuni andrebbe espresso come genere a sé stante col nome di Corvultur.